# Saint-Laurent-la-Vallée
 Saint-Laurent-la-Vallée  (en occitano Sent Laurenç de Valech) es una población y comuna francesa, situada en la región de Aquitania, departamento de Dordoña, en el distrito de Sarlat-la-Canéda y cantón de Domme.

## Demografía
| 344 | 316 | 280 | 238 | 258 | 270 |
| Para los censos de 1962 a 1999 la población legal corresponde a la población sin duplicidades (Fuente: INSEE [Consultar]) |     |     |     |     |     |